# Ferdinand Gobert von Aspremont-Lynden
Ferdinand Gobert von Aspremont-Lynden ili Ferdinand Gobert Aspremont (1645., Vojvodstvo Limburg,  – Reckheim, Likeim, Belgija, 1. veljače 1708.) je austrijski general.

## Životopis
Istaknuo se u ratu za oslobođenje Ugarske i Hrvatske od Osmanlija, gdje je zapovijedao bavarskim odredima tijekom opsade Budima (1686.), a potom postao zapovjednikom Osijeka (1687.). Godine 1689. vodio je opsadu Velikog Varadina; 1690. bio je zapovjednikom Budima, ali je zbog blaga postupanja prema Osmanlijama neko vrijeme zatočen u Beču. Iz samostana je izbavio sestru Franje II. Rákóczyja. Kad se njome bez careva odobrenja oženio, povukao se iz vojnog i političkog života i odselio u zamak Reckheim, gdje je i umro.